# Pelargonium senecioides
Pelargonium senecioides är en näveväxtart som beskrevs av L'hér.. Pelargonium senecioides ingår i släktet pelargoner, och familjen näveväxter. Inga underarter finns listade i Catalogue of Life.